# Meerweinova–Ponndorfova–Verleyova redukce
Meerweinova–Ponndorfova–Verleyova (MPV) redukce je organická chemická reakce spočívající v redukci ketonů a aldehydů na příslušné alkoholy za přítomnosti přídavného alkoholu a katalýzy hlinitými alkoxidy.
MPV redukce se vyznačují vysokou chemoselektivitou a využívají kovové katalyzátory, které jsou levné a šetrné k životnímu prostředí.
| Meerweinova–Ponndorfova–Verleyova redukce                                             |
| Výměna oxidačních čísel karbonylových sloučenin za přítomnosti isopropoxidu hlinitého |

Tuto reakci objevili Hans Meerwein a Rudolf Schmidt a nezávisle na nich A. Verley v roce 1925. Všimli si, že směs ethoxidu hlinitého a ethanolu může redukovat aldehydy na alkoholy.
Wolfgang Ponndorf použil při této reakci ketony, kdy jako katalyzátor sloužil isopropoxid hlinitý v isopropylalkoholu.

## Mechanismus
Katalytický cyklus MPV redukce pravděpodobně zahrnuje šestičlenný cyklický meziprodukt. Na začátku je hlinitý alkoxid 1, na který se naváže karbonylový kyslík za vzniku tetrakoordinované sloučeniny hliníku 2. Přeměna z meziproduktu 2 na 3 probíhá přenosem hydridu z alkoxyligandu na karbonyl prostřednictvím pericyklické reakce. Nově vytvořený karbonyl se disociuje za vzniku trikoordinované sloučeniny hliníku 4. Nakonec alkohol použitý jako rozpouštědlo oddělí zredukovaný karbonyl a obnoví se katalyzátor 1.
| Katalytický cyklus Meerweinovy–Ponndorfovy–Verleyovy redukce |
| Katalytický cyklus Meerweinovy–Ponndorfovy–Verleyovy redukce |

Každý krok cyklu je vratný a průběh reakce je řízen termodynamickými vlastnostmi meziproduktů a produktů; v každém okamžiku se tak ve větší míře vytváří termodynamicky stabilnější produkt.
Bylo navrženo několik dalších mechanismů, například radikálový nebo mechanismus zahrnující deriváty alanu. Přímý přenos hydridu je obecně přijímán a podporují jej výsledky experimentů i teoretických studií.

## Chemoselektivita
Významnou vlastností Meerweinových–Ponndorfových–Verleyových redukcí je jejich chemoselektivita. Aldehydy se oproti ketonům redukují přednostně a je tak možné ovládat průběh reakce. Pokud je třeba redukovat jednu karbonylovou sloučeninu za přítomnosti jiné, tak lze použít běžné chránicí skupiny pro karbonyly. Lze použít i skupiny, jako jsou alkeny a alkyny, které často způsobují potíže u jiných postupů, protože za podmínek MPV redukcí nereagují.

## Stereoselektivita
Meerweinovy–Ponndorfovy–Verleyovy redukce lze provést u prochirálních ketonů, vznikají tak chirální alkoholy. Asymetrické MPV redukce mohou být uskutečněny pomocí chirálních alkoholů jako zdrojů hydridů, vnitromolekulárně nebo s využitím chirálních ligandů na hlinitém alkoxidu.
Jedním ze způsobů, jak provést MPV redukce asymetricky, je použít jako zdroje hydridových iontů chirální alkoholy; například u (R)-(+)-sec-o-bromfenethylalkoholu byl při redukci 2-chloracetofenonu dosažen 82% enantiomerní přebytek.
Enantioselektivitu zde způsobují sterické efekty dvou fenylových skupin v šestičlenném meziproduktu. Na následujícím obrázku vzniká větší množství látky 1 než látky 2 z důvodu silných sterických efektů fenylových skupin u 2.
| Meerweinova–Ponndorfova–Verleyova redukce s použitím chirálního alkoholu |
| Přechodné stavy MPV redukce s chirálním alkoholem                        |

Použití vnitromolekulární MPV redukce může také vést k dobré enantiomerní čistotě.
Při připevnění ketonu ke zdroji hydridu je možný pouze jeden přechodný stav, což vede k asymetrické redukci. V tomto procesu ovšem často probíhá také opačný děj, nazývaný Oppenauerova oxidace, protože oba reaktanty se nacházejí blízko k sobě. Při reakci se tak vytváří termodynamická rovnováha mezi příslušnými produkty, která závisí na jejich stabilitách. Po skončení reakce lze tento vedlejší produkt odstranit.
| Vnitromolekulární Meerweinova–Ponndorfova–Verleyova redukce |
| Přechosný stav vnitromolekulární MPV redukce                |

Chirální ligandy na hlinitém alkoxidu rovněž vedou k enantioselektivním redukcím, například u substituovaných acetofenonů lze dosáhnout enantiomerních přebytků až 83 %.
Při této metodě se jako zdroj chirality používá ligand, namísto stechiometrické sloučeniny. Dosahované selektivity bývají nízké v důsledku tvaru přechodného stavu, který je rovinný a šestičlenný, čímž se liší od podoby, kterou předvídá Zimmermanův–Traxlerův model.
| Meerweinova–Ponndorfova–Verleyova redukce s chirálním ligandem |
| MPV redukce s chirálním ligandem                               |

## Možnosti
Využití Meerweinových–Ponndorfových–Verleyových redukcí omezuje několik faktorů. Stereochemii produktů mnohdy nelze dobře ovládat. U běžných reaktantů je často zapotřebí velké množství alkoxidu a dochází k několika vedlejším reakcím.
Isopropoxid hlinitý lze zakoupit, ovšem často vyžaduje použití 100-200 mol% katalyzátoru, což brání většímu využití MPV redukcí. Hlinité alkoxidy připravené in situ z trimethylhliníku mají lepší aktivitu a dostatečná bývají množství okolo 10 %. Předpokládá se, že rozdílnou aktivitu způsobuje značná míra shlukování u komerčně dostupných výrobků.
Vedlejšími reakcemi jsou u ketonů a ještě více u aldehydů aldolové kondenzace. Aldehydy neobsahující α-vodíky se mohou účastnit Tiščenkových reakcí. Alkoholy vytvořené redukcí jsou někdy dehydratovány.

## Varianty
Meerweinova–Ponndorfova–Verleyova redukce byla použita na přípravu chirálních aminů z ketiminů pomocí chirálních alkoxidů. Navázání fosfinoylové skupiny na dusíkový atom ketiminu umožňuje dosáhnout vysoké enantioselektivity, s enantiomerním přebytkem až 98 %.
Prozkoumáno bylo i možné využití lanthanoidů a přechodných kovů v MPV redukcích. Ruthenium a samarium poskytovaly při redukcích karbonylových sloučenin na alkoholy dobré výtěžnosti. Rutheniový katalyzátor vytváří v průběhu reakce Ru-hydridový meziprodukt.
Meerweinovy–Ponndorfovy–Verleyovy redukce byly také se synteticky využitelnými výtěžky provedeny s isopropoxidem plutonitým.
MPV redukce jsou obvykle homogenní, bylo však vyvinuto i několik heterogenních.